# علي برنارد
علي برنارد (بالإنجليزية: Ali Bernard)‏ هي مصارعة الهواة أمريكية، ولدت في 11 أبريل 1986 في مينيسوتا في الولايات المتحدة.

## وصلات خارجية
- علي برنارد على موقع قاعدة بيانات المصارعة الدولية (الإنجليزية)
- علي برنارد على موقع أوليمبيديا (الإنجليزية)